# شاهدخت آلیس پادشاهی متحده
شاهدخت آلیس پادشاهی متحده (آلیس مود ماری؛ ۲۵ آوریل ۱۸۴۳ – ۱۴ دسامبر ۱۸۷۸)، دوشس بزرگ هسن و راین، سومین فرزند و دومین دختر ملکه ویکتوریا و شاهزاده آلبرت بود، وی مادر مادربزرگ شاهزاده فیلیپ، دوک ادینبرو  (همسر الیزابت دوم ملکه انگلستان) است. ملکه ویکتوریا ۹ فرزند داشت که آلیس بزرگترین آنها و یکی از سه فرزندی بود که قبل از مادرشان درگذشتند. ملکه ویکتوریا در ۱۹۰۱ درگذشت.